# HD138777
HD138777 — хімічно пекулярна зоря спектрального класу A3, що має видиму зоряну величину в смузі V приблизно  9,7.
Вона  розташована на відстані близько 2452,3 світлових років від Сонця.

## Пекулярний хімічний склад
Зоряна атмосфера HD138777 має підвищений вміст 
Eu
.